# Романьяно-аль-Монте
Романьяно-аль-Монте (італ. Romagnano al Monte) — муніципалітет в Італії, у регіоні Кампанія,  провінція Салерно.
Романьяно-аль-Монте розташоване на відстані близько 290 км на південний схід від Рима, 105 км на схід від Неаполя, 60 км на схід від Салерно.

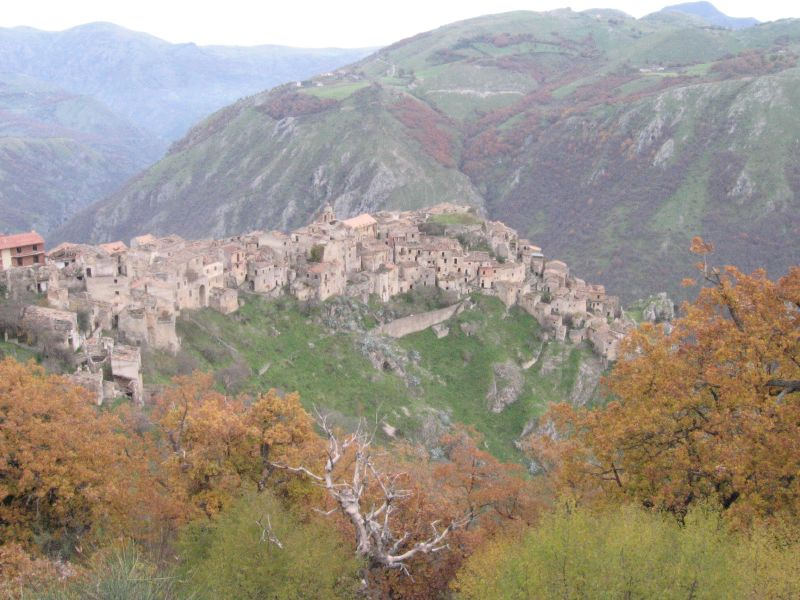

Населення — 370 осіб (2014).

## Демографія
Населення за роками:

Станом на 1 січня 2023 року в муніципалітеті офіційно проживали 22 іноземці з 4 країн, серед них 19 громадян країн Євросоюзу та 2 громадяни України.

## Сусідні муніципалітети
- Бальвано
- Буччино
- Ричильяно
- Сальвітелле
- Сан-Грегоріо-Маньо
- В'єтрі-ді-Потенца